# Arrondissement
Een arrondissement is een onderdeel van het grondgebied van de staat, dat wordt opgedeeld om administratieve of bestuurlijke redenen. Elk arrondissement is een ambtsgebied van colleges en ambtenaren. Het komt oorspronkelijk uit het Frans en betekent letterlijk afronding.

## Nederland
Arrondissementen in Nederland zijn de gebieden die onder de bevoegdheid van
een specifieke rechtbank vallen die daar haar hoofdzetel heeft. Per 1 april 2013 kent Nederland 11 arrondissementen, die weer zijn geclusterd in 4 ressorten, met een gerechtshof. De grenzen van de arrondissementen volgden tot 2013 in grote lijnen die van de provincies.
Een vergelijkbare bestuurslaag in sommige delen van Nederland was voorheen de plusregio. Deze plusregio vond staatkundig gezien grondslag in de Wet gemeenschappelijke regelingen (Wgr). Op 1 januari 2015 werden de plusregio's opgeheven. Vergelijkbare vormen van intergemeentelijke samenwerking zijn hierna gevormd.
Na de inlijving van het Koninkrijk Holland bij Frankrijk in 1810, was Nederland van 1811 tot 1814 ook onderverdeeld in bestuurlijke arrondissementen.

## België
Arrondissementen in België zijn onderverdelingen van provincies zoals bedoeld in artikel 6 van de Grondwet. Bij de oprichting van België werden ze "districten" genoemd. Deze benaming bleef overeind in Luxemburg nadat het afsplitste van België, maar enkele jaren later werd de Belgische onderverdeling hernoemd naar "arrondissementen".
Er zijn drie verschillende soorten arrondissementen die soms wel maar soms ook niet op hetzelfde gebied betrekking hebben. Dit zijn:
- De 43 bestuurlijke arrondissementen vormen een administratieve indeling van de provincies. De arrondissementscommissaris is een ambtenaar; hij "bestuurt" niet. Hij vertegenwoordigt de provinciegouverneur. Voor een overzicht van de bestuurlijke arrondissementen, zie de lijst van Belgische gemeenten naar bestuurlijke indeling.[1]
- De 12 gerechtelijke arrondissementen zijn territoriale bevoegdheidsgebieden waar de rechtbanken hun zetel gevestigd hebben. Het waren er 27 tot 2014.
- De kiesarrondissementen verschillen naargelang het soort verkiezing:
  - De kiesarrondissementen waren vanaf 1900 de kieskringen voor de federale parlementsverkiezingen voor de Kamer van volksvertegenwoordigers (t.e.m. 1999) en de Senaat (t.e.m. 1991). Ze bestonden uit één of meerdere administratieve arrondissementen. Er waren er 30 voor de Kamer en 21 voor de Senaat t.e.m. 1991. Er waren er 20 voor de Kamer in 1995 en 1999. Sinds 2003 vallen de kieskringen voor de Kamer samen met de provincies, behalve in Vlaams-Brabant waar dit pas na de splitsing van de kieskring Brussel-Halle-Vilvoorde in 2012 het geval werd.
  - Voor de verkiezingen van het Vlaams Parlement waren er 11 kiesarrondissementen in 1995 en 1999. Sinds 2004 vallen de kieskringen samen met de provincies.
  - Voor de verkiezingen van het Waals Parlement worden 11 kiesarrondissementen nog als kieskring gebruikt. Het waren er 13 t.e.m. 2014.

## Canada
In de Franstalige Canadese provincie Quebec wordt de term arrondissement gebruikt voor wat in Nederland een stadsdeel of deelgemeente zou heten en in België een district of stadsdistrict. Bijvoorbeeld, de steden Quebec en Montreal zijn verdeeld in zeven respectievelijk negentien arrondissementen. Engelstalige bewoners gebruiken de term borough voor deze stadsdelen. Een arrondissement kan uit één of meerdere wijken bestaan.

## Frankrijk
In Frankrijk worden de onderdelen van departementen (provincies) arrondissementen genoemd.
De gemeenten Parijs, Lyon en Marseille zijn verdeeld in zogenaamde gemeentelijke arrondissementen.